# The Botanical Register

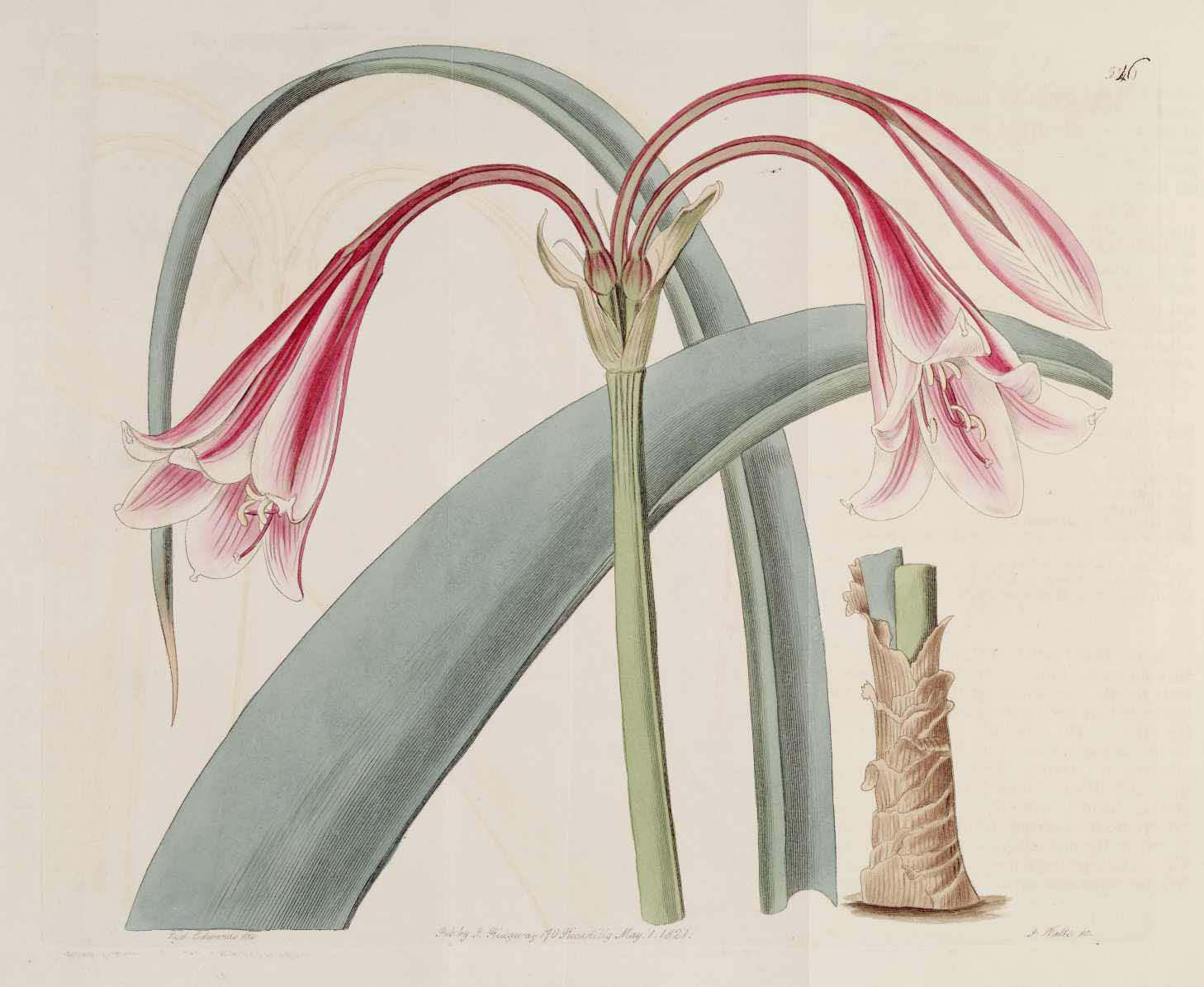
Planche 546, Crinum bulbispermum

The Botanical Register, connu également comme le Edwards's Botanical Register, est un magazine d'horticulture illustré qui paraît entre 1815 et 1847. Il est créé par l'illustrateur botanique Sydenham Edwards, qui avait auparavant illustré The Botanical Magazine, mais le quitte à la suite d'une dispute avec les éditeurs. Edwards publie cinq volumes de The Botanical Register en cinq ans, avant sa mort en 1819. Durant cette période, le texte est écrit par John Bellenden Ker Gawler, et Edwards illustre lui-même les planches, qui sont ensuite colorées à la main par d'autres.
Après la mort d'Edwards, c'est James Ridgway qui se charge d'éditer le magazine, qui publie neuf nouveaux volumes entre 1820 et 1828. En 1829, John Lindley devient éditeur, et adopte le titre Edwards's Botanical Register. 19 volumes paraîtront alors jusqu'à la disparition du magazine en 1847. En 1839, Lindley publie également un Appendix to the Firsty Twenty-Three Volumes of Edwards's Botanical Register, qui inclut son A Sketch of the Vegetation of the Swan River Colony.